# Lomelosia argentea
Lomelosia argentea är en tvåhjärtbladig växtart. Lomelosia argentea ingår i släktet Lomelosia och familjen Dipsacaceae. Utöver nominatformen finns också underarten L. a. argentea.